# Tank číslo 23

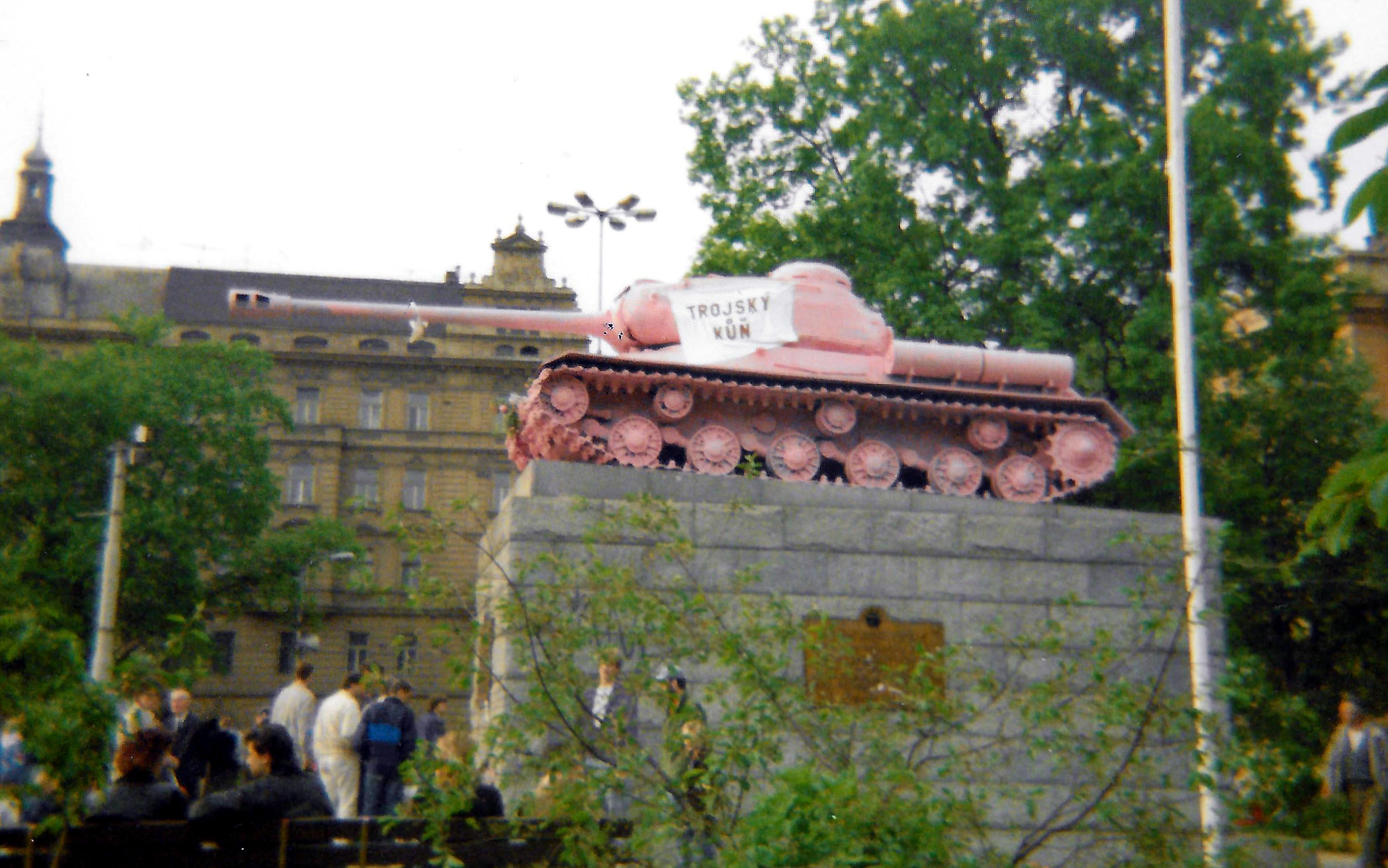
Růžový tank na náměstí Kinských v roce 1991

Tank číslo 23, nazývaný též Smíchovský tank a v současnosti Růžový tank, je sovětský těžký tank IS-2m, který byl od 29. července 1945 do 13. června 1991 umístěn jako památník osvobození Prahy Rudou armádou (někde zmiňován jako památník sovětských tankistů) a konce 2. světové války na 5 metrů vysokém kamenném podstavci na smíchovském Štefánikově náměstí (od roku 1951 náměstí Sovětských tankistů, od roku 1990 náměstí Kinských). Tank byl od 60. let veden jako kulturní památka, o památkovou ochranu přišel roku 1991.
V dubnu 1991 ho výtvarník David Černý přetřel narůžovo, za což byl krátce stíhán, a po uvedení do původního stavu tank znovu přetřela narůžovo skupina poslanců. Od té doby je monument známý pod názvem Růžový tank. Následně byl z náměstí odstraněn, nějakou dobu byl vystaven ve Vojenském muzeu Kbely a nyní je vystaven ve Vojenském technickém muzeu v Lešanech.

## Památník

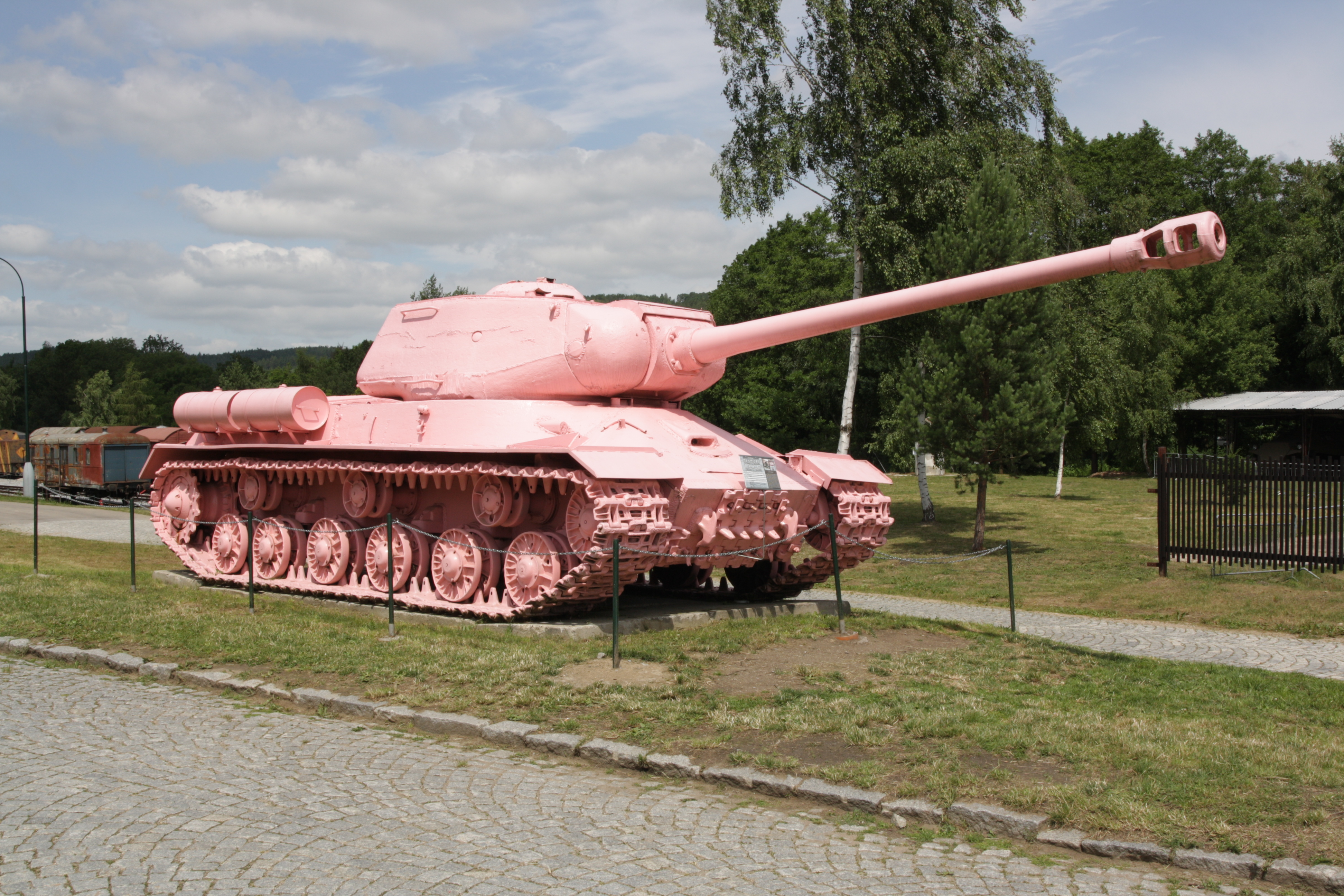
Růžový tank ve Vojenském technickém muzeu v Lešanech, 2013

Krátce po konci války, byl na výraz díků za podíl sovětů na osvobození Prahy dán podnět na výstavbu památníku, který měl představovat tank, jako symbol příjezdu prvních sovětských jednotek do Prahy. Praha tomuto účelu věnovala místo a podstavec a samotný tank věnovala městu Praze prostřednictvím Rudé armády vláda SSSR. Památník byl na Štefánikově náměstí (dnešní Náměstí Kinských) slavnostně odhalen 29. července 1945 za přítomnosti maršála Ivana Koněva, primátora Vacka a mnoha dalších činitelů.

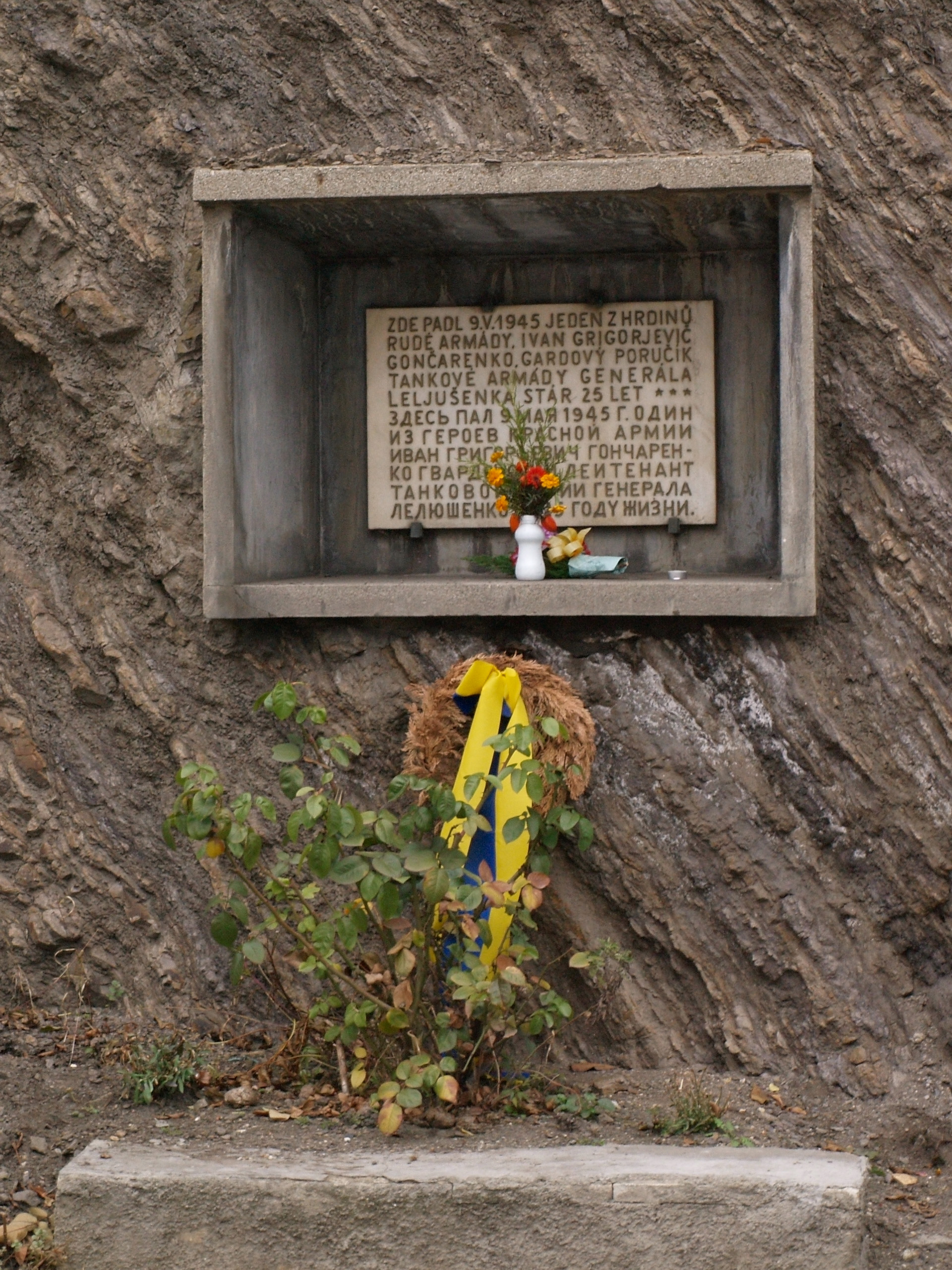
Památník I. Hončarenka na Klárově

Připomínal příjezd Koněvova 1. ukrajinského frontu a speciálně 4. gardové tankové armády, kterou vedl Dmitrij Leljušenko, přes Krušné hory do Prahy časně ráno 9. května 1945. Vystavený tank měl symbolizovat první sovětský tank, který vjel v květnu 1945 na území Prahy, což byl tank typu T-34/85 č. I-24 z 63. gardové tankové brigády, 10. tankového praporu. Na malostranském Klárově se 9. května tři sovětské tanky č. 24, 23 a 25 střetly se čtyřmi německými stíhači tanků Hetzer, přičemž velitel prvního tanku gardový poručík Ivan Hončarenko padl.
Jako pomník byl však použit tank jiného typu (těžký tank IS-2m místo středního tanku T-34/85) označený 23 místo I-24. Podle legendy generál Leljušenko o ohořelém vraku původního tanku č. I-24 řekl: „Přece nebudeme Čechům dávat takové harampádí.“ Oficiální výklad však podporoval víru, že je vystaven původní tank, který jako první vjel do Prahy. Podle jedné z teorií, proč byl vystavený tank označen právě číslem 23, skutečný tank č. 23 vjel jako první na Staroměstské náměstí. Tanky typu IS-2 byly vyráběny od roku 1943 v Kirovově závodě v Čeljabinsku.
Tank mířil hlavní přečnívající z podstavce k západu, do otevřeného prostoru náměstí; na podstavci obdélníkového půdorysu byly ze všech stran bronzové desky s nápisem: „VĚČNÁ SLÁVA HRDINŮM gardovým tankistům generála Leljušenka, padlým v bojích za svobodu a nezávislost naší veliké sovětské vlasti. 9. května 1945“
Po maďarských událostech roku 1956 byly tomuto tanku stejně jako všem dalším pomníkovým tankům v Československu odebrány všechny motorové součásti a převodovka z obavy, aby nebyly tanky zneužity proti komunistickému režimu.
Na Dědině na severozápadě Prahy, v místě tehdejší hranice Velké Prahy (v Evropské ulici u autobusové zastávky Dědina směrem do centra) rovněž stojí obelisk připomínající, že tudy Rudá armáda vjela do Prahy. Po roce 1989 značně sešel; nápis z něho byl odstraněn (stopy písmen zůstávají na kameni patrné) a byl i zhanoben posprejováním. Podobný pomník se nachází také v Horoměřické ulici nedaleko Jenerálky.

## Ohlasy v komunistické propagandě a kultuře
Památník se stal součástí propagandy komunistického režimu, která měla i popřít roli Ruské osvobozenecké armády pod vedením Andreje Vlasova. 

### Legenda a skutečnost – tanky číslo 23 a 24
Ve 40. a 50. letech 20. století se uvádělo, že tank č. 23 na smíchovském pomníku je první, který vjel do Prahy. Legendu o prvním tanku budoval i dobový nekomunistický tisk, který již v době odhalení pomníku uváděl, že se jedná o tank, který první vnikl do Prahy.
V 60. letech 20. století však již bylo běžně publikováno, že první tank, který nesl číslo I–24 a kterému velel poručík Hončarenko, byl v boji na Klárově zničen a tank na pomníku neodpovídá číslem ani typem. Tradovaná nepravda o prvním tanku číslo 23 v Praze však ještě přežívala.
V roce 1983 Svobodné slovo též zmínilo, že vystavený tank není původní.
Po roce 1989 byla zdůrazňována nejen neautentičnost tanku č. 23, ale i to, že jako první vjely do Prahy již 6. května 1945 tanky ROA.

### Ohlasy v umění (výběr)
V roce 1950 Pavel Kohout ve své první knize O černém a bílém, souboru povídek pro děti, věnoval tanku text O srdci uralského chlapce. Jan Alda do sbírky Zlatou Prahou stověžatou z roku 1956 zařadil báseň „Tank č. 23“, ve které se říká: „Stojíš tu tanku dnes jak pomník náš drahý. Tys prvý, když kvetl bez, přijel na pomoc do ulic Prahy.“
V tom starém městě portálů, barokních soch a bank
potkávám cestou z Petřína už deset roků tank.
Jak socha, jako náhrobek, jak pomník slavné době,
jak trůn, anebo koruna ční v Praze na Smíchově.
Vítězslav Nezval, Báseň k 9. květnu 1955, první sloka

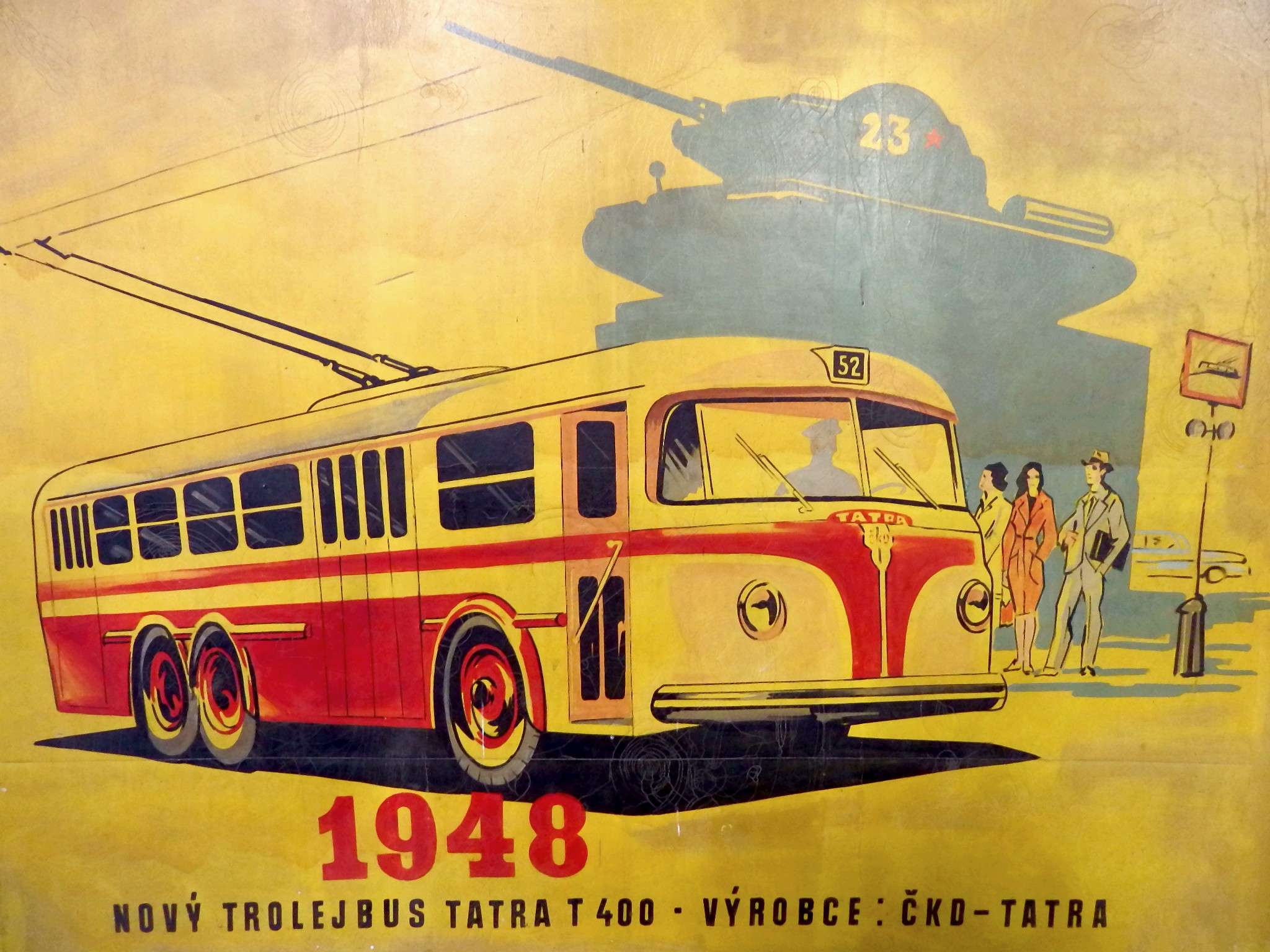
Silueta tanku č. 23 na plakátu z roku 1948 propagujícím trolejbus Tatra 400

Režisér Otakar Vávra zahrnul příběh o tanku do poslední části své válečné trilogie Osvobození Prahy (1976). Příjezd sovětských tanků do Prahy je zobrazen také v čs.-sovětském filmu Májové hvězdy (1959) režiséra Stanislava Rostockého a snímku Píseň o stromu a růži (1978) Ladislava Rychmana.
V čítance pro třetí ročník základních škol z roku 1978, používané do začátku 90. let, byla zařazena povídka, v níž tank promlouval: „Zůstal jsem se svým velitelem a s našimi padlými navždy ve vaší zlaté Praze. Postavili jste mě na vysoký žulový podstavec. Jsem zvláštní pomník, a já to vím. Lidé mě mají rádi…“
Po srpnu 1968 byl tank lidově vykládán i jako připomínka invaze do Československa vojsky Varšavské smlouvy, která ukončila pražské jaro, čemuž napomáhala symbolika 1945+23=1968.

## Růžový tank
V únoru 1991 historik Pavel Bělina napsal, že nejsou historické ani morální důvody, aby tank na Smíchově zůstal.

### První a druhé přetření tanku
V noci z 27. na 28. dubna 1991 výtvarník David Černý, tehdy 23letý student VŠUP, se svými přáteli přetřel tank z původní zelené barvy balakrylem narůžovo. To vyvolalo bouřlivé veřejné diskuse i oficiální protest sovětské vlády. Černý byl stíhán pro výtržnictví (§ 202 trestního zákona). Úřady nechaly tři dny poté tank přetřít zpět nazeleno, i s ohledem na blížící se květnové výročí osvobození. Skupina 15 poslanců Federálního shromáždění za Občanské fórum mezi něž patřil Jan Ruml, Petr Gandalovič, Stanislav Devátý, Tomáš Kopřiva, Jana Petrová, Jiří Pospíšil či Klára Samková za účasti novináře Jiřího Rumla využila své trestní imunity a 12. května 1991 tank opět přetřela narůžovo. Přitom lidé spontánně rozebrali obrubník kolem záhonu rudých květin ve tvaru pěticípé hvězdy před památníkem a z jeho částí vytvořili improvizovaný pomník generála Vlasova. Čin poslanců odsoudil prezident Václav Havel. Událost se stala předmětem interpelace poslance ČNR Vladimíra Čecha (OF) na ministra spravedlnosti ČR Leona Richtera ve věci stíhání pro poškozování národní (sic) kulturní památky: Čech označil stíhání Černého za nespravedlivé, dokud nejsou stíháni činitelé bývalého režimu přímo odpovědní za mnohem závažnější devastaci významnějších památek.
David Černý byl propuštěn,[zdroj?] tanku byl odňat status kulturní památky a v rámci přestavby náměstí bylo rozhodnuto tank odstranit. 13. června 1991 byl tank snesen, umístěn nejprve ve Vojenském muzeu Kbely a později se stal součástí expozice Vojenského technického muzea v Lešanech (poloha tanku: 49°51′18″ s. š., 14°32′37″ v. d.), vybudované v letech 1996–1999; podstavec byl zlikvidován. Snahy některých představitelů KSČM o obnovení památníku (pražský zastupitel František Hoffman v květnu 2005 navrhoval jeho umístění na Vítkov) byly neúspěšné.

### Třetí přetření tanku

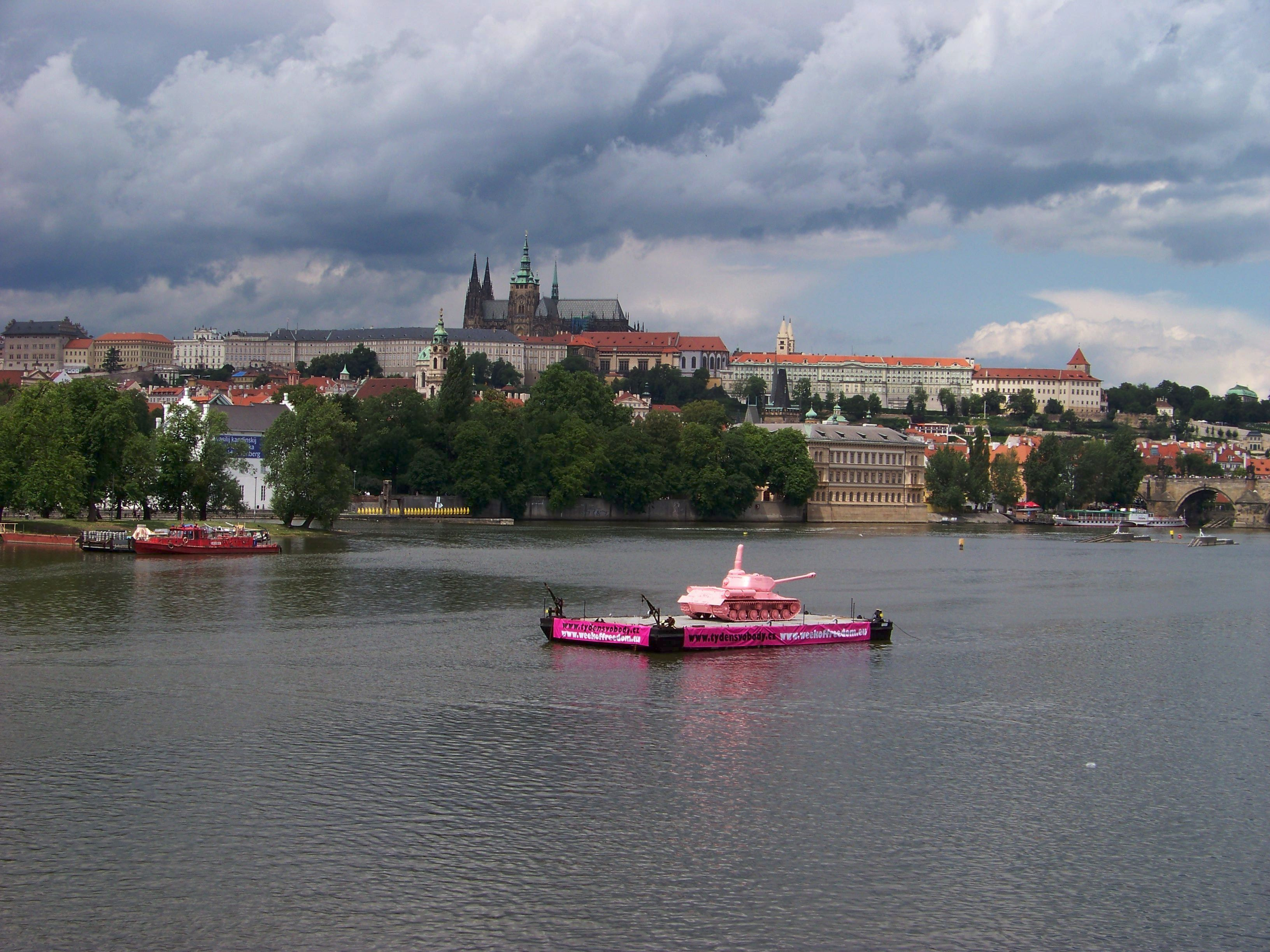
Růžový tank na pontonu na Vltavě v rámci Týdne svobody v červnu 2011

V sobotu 18. června 2011 byl tank po dohodě s Davidem Černým znovu růžově přetřen. V rámci Týdne svobody k 20. výročí odsunu sovětských vojsk z Československa byl obecně prospěšnou společností Opona ve spolupráci s armádou v pondělí 20. června na návěsu firmy Švestka dopraven po silnici dvouhodinovou jízdou z Lešan do Prahy do smíchovského přístavu. Protože tank i s tahačem a návěsem vážil 65 tun, jako nadměrný náklad jej doprovázely dva osobní vozy. V Praze byl po 13. hodině umístěn jeřábem na ponton a ten byl po vodě zdymadlem přemístěn doprostřed řeky Vltavy mezi Střelecký ostrov a Smetanovo nábřeží, kde kotvil až do 1. července 2011. Na tank byl navíc instalován, stejně jako v roce 1991, růžový zdvižený prostředník, avšak protože původní se nedochoval, byl vyroben nový. Náklady na stěhování z Lešan do Prahy činily asi 250 tisíc korun, cestu hradil Vojenský historický ústav, pronájem pontonu a ochranu po dobu Týdne svobody platila z grantu a sponzorských darů společnost Opona.

### Čtvrté přetření tanku

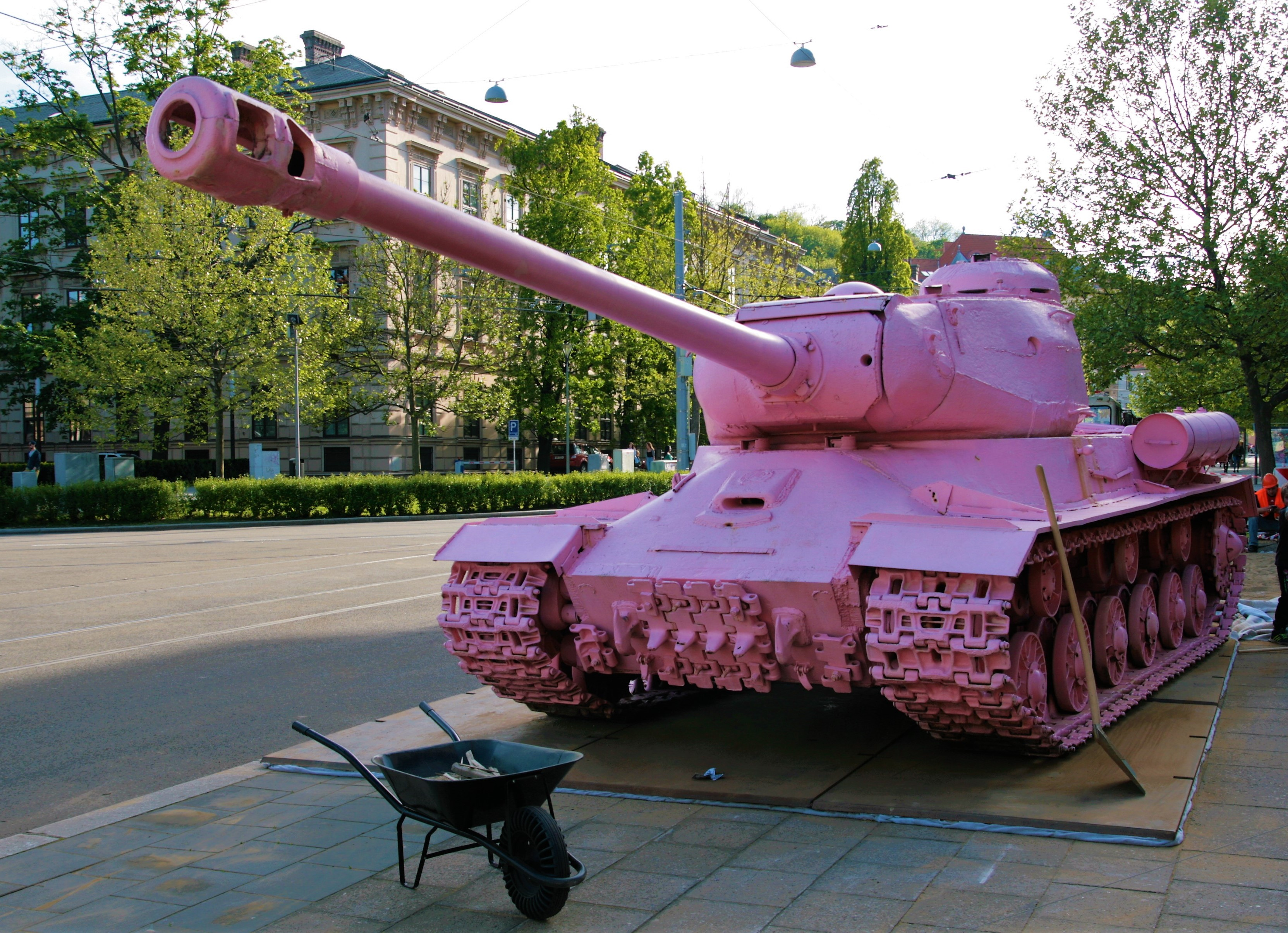
Růžový tank v Brně v rámci výstavy Kmeny 90 (květen 2017)

Protože původní vrstvy spěšně nanášených nátěrů (růžová, zelená, růžová) odpadávaly, v roce 2000 muzeum tyto nátěry odstranilo a tank natřelo narůžovo počtvrté.

### Některé reakce veřejnosti
- Imunolog Václav Hořejší vyjádřil na svém blogu pobouření nad touto akcí i obdobnou akcí v roce 1991, protože je považoval za projev neschopnosti rozlišovat mezi událostmi roku 1945 a 1968 a za hanobení obětí sovětských vojáků.[30]
- Podobné názory publikovali i Vít Hassan a Ondřej Slačálek,[31] Ondřej Slačálek v té souvislosti označil Davida Černého za ztělesnění establišmentové vulgarity čili pro-systémové drzosti.[32]
- Velitelé kozácké tankové brigády z Orenburgu podle zprávy webu chelyabinsk.ru v říjnu 2011 vyhlásili peněžní sbírku na obnovení původního vzhledu tanku. Tank považovali za symbol památky jejich vojáků, jejichž zrada je nepřípustná. Měli připravenu barvu k přetření tanku a model bronzové pamětní desky, jejíž text i podoba měly být dohodnuty v radě válečných veteránů Čeljabinské oblasti. Poté se organizátoři chtěli obrátit na českou vládu a pražské úřady se žádostí o pomoc. Organizátoři ujišťovali, že tato snaha nemá být odpovědí na nedávné odhalení památníku českým legionářům v Čeljabinsku.[10]
- Ředitel Vojenského historického ústavu Aleš Knížek výzvu orenburských kozáků odmítl a řekl, že VHÚ symbol růžového tanku měnit nehodlá a že pro nás zůstává stále jak symbolem konce války, tak i příchodu svobody do Československa po roce 1989.[10]

## Další události a odvozená díla
Píseň skupiny Tři sestry „Pačemu garíla“ z alba Zlatí hoši (1996), zpívaná parodickou ruštinou, začíná: „Pjérvyj tank nóměr dvadcať tri uvezli s mogíly, U Golubů milícia zapreščíla úžin…“

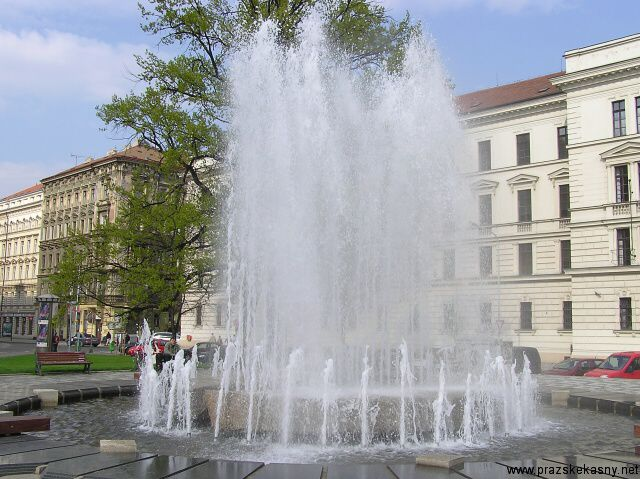
Fontána Propadliště času na místě bývalého památníku

17. října 2002 byla na místě památníku zprovozněna fontána „Propadliště času“.
V rámci akce CowParade byla od května do září 2004 na Náměstí Kinských umístěna sklolaminátová kráva Romana Týce „Romeo 23“ v khaki barvě s rudou pěticípou hvězdou a číslem 23, napodobující označení tanku na památníku. Byla kritizována jako neuctivá k památce padlých osvoboditelů Československa. 8. června, den před plánovaným happeningem, kdy měla být přemalována narůžovo, dvojice studentů a absolvent FA ČVUT na protest vysekala lešenářskou trubkou z jejího pravého boku hvězdu a většinu čísla. Později na ni vylepili své vysvětlující prohlášení a oslovili dopisem také prezidenta Klause, který jim v odpovědi vyjádřil pochopení. Na dobročinné dražbě po skončení projektu krávu koupili poslanci Jan Mládek (ČSSD) a Jiří Dolejš (KSČM), díky čemuž pořádající agentura stáhla svůj požadavek na náhradu škody.

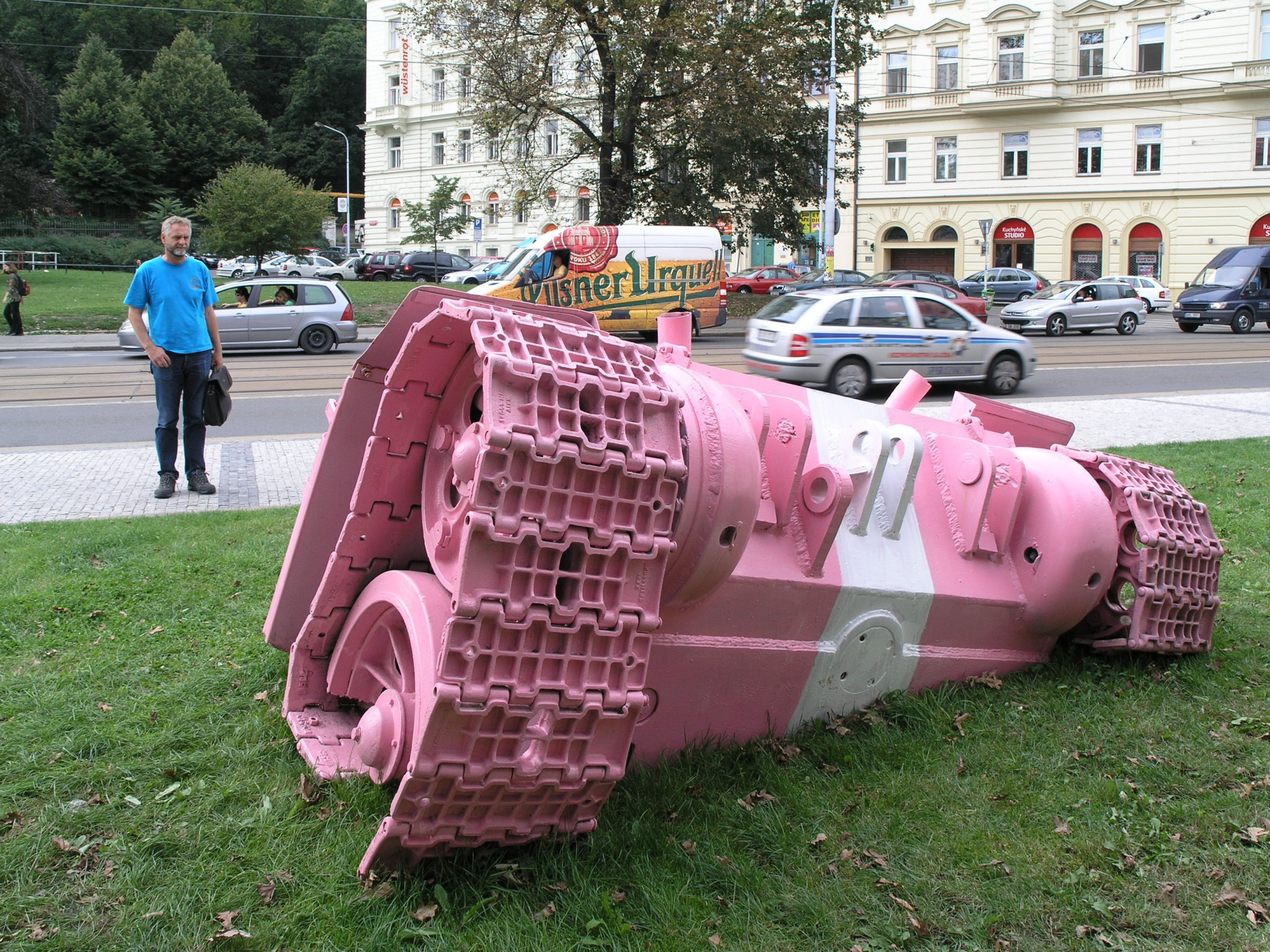
Torzo Deset deka tanku na Náměstí Kinských, 21. srpna 2008

V roce 2001 David Černý navrhl umístit na Náměstí Kinských torzo růžového tanku, jakoby se nořícího pod zem. Radní Jaroslava Kroupová návrh předložila obvodní radě, která ho odsouhlasila. Proti umístění díla protestovali český premiér Miloš Zeman, ruský velvyslanec Vasil Jakovlev a další, Praha 5 změnila své původní rozhodnutí a projekt zamítla. V květnu 2001 byl takový objekt pod názvem Deset deka tanku odhalen v Lázních Bohdaneč (50°4′9″ s. š., 15°40′58″ v. d.) u příležitosti desátého výročí odchodu Sovětské armády z města. V rámci performance 21. srpna 2008, s poukazem na čtyřicáté výročí invaze do Československa a tehdy aktuální rusko-gruzínský konflikt, David Černý dílo na náklady sponzora v noci tajně převezl a bez schválení umístil na Náměstí Kinských, doplněné o bílý invazní pruh, jaký používala obrněná vozidla Varšavské smlouvy v srpnu 1968. Torzo je podle iDNES stejně jako růžový tank majetkem Vojenského historického muzea, Černý však uvádí, že vlastníkem torza je on. 12. června 2009 bylo torzo z náměstí odstraněno a převezeno k jižní stěně smíchovské MeetFactory.
V noci na 21. srpna 2013, k 45. výročí vpádu vojsk Varšavské smlouvy do Československa, neznámí pachatelé přetřeli na růžovo památník Rudé armády z roku 1954 v Sofii a doplnili jej českým nápisem „Bulharsko se omlouvá!“ s bulharským překladem България се извинява!!!. Podle bulharského webu Dariknews se tím umělci vyjádřili k faktu, že Bulharsko bylo první zemí, která tehdy po intervenci volala, a poslední, která se za svůj podíl na intervenci omluvila. Sousoší utrpělo od roku 2012 již celou řadu podobných úprav, kdy byly sochy přetřeny či navlečeny do masek. Bulharský tisk prý přetření na růžovo přirovnal k instalacím Davida Černého.

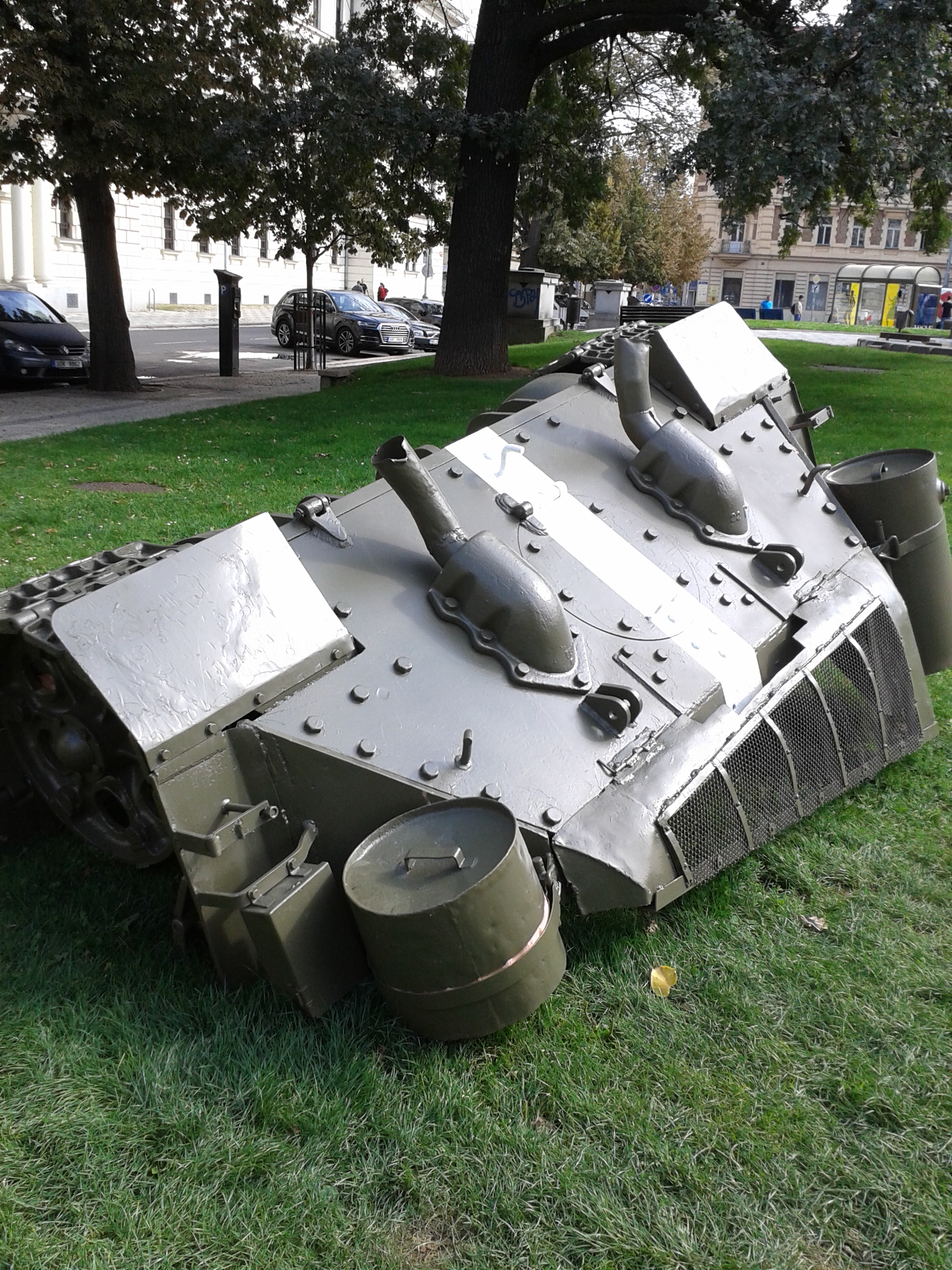
Torzo invazního tanku na náměstí Kinských v Praze

Sám tank byl v květnu 2017 umístěn v rámci výstavy Kmeny 90, kterou pořádala Moravská galerie v Brně, před průčelí brněnského evangelického kostela na Komenského náměstí, kde měl symbolizovat začátek 90. let 20. století. Zde se stal terčem skupiny neznámých osob, kteří jej pod označením „Slušní lidé“ jako svůj protest proti „vlastizrádné akci“ Pouť smíření překryli plachtou. Později se skupina členů brněnského vojenského klubu pokusila natřít tank zpátky na zeleno.
21. srpna 2018, v den padesátého výročí od začátku okupace Československa vojsky Varšavské smlouvy umístil David Černý na Náměstí Kinských torzo tanku v klasické zelené barvě s bílým invazním pruhem propadající se do země. Jedná se o vizuálně stejné dílo, které bylo na náměstí umístěno roku 2008, jen v odlišné barvě. Instalace měla na místě původně zůstat dva dny, nakonec však na náměstí zůstala natrvalo.

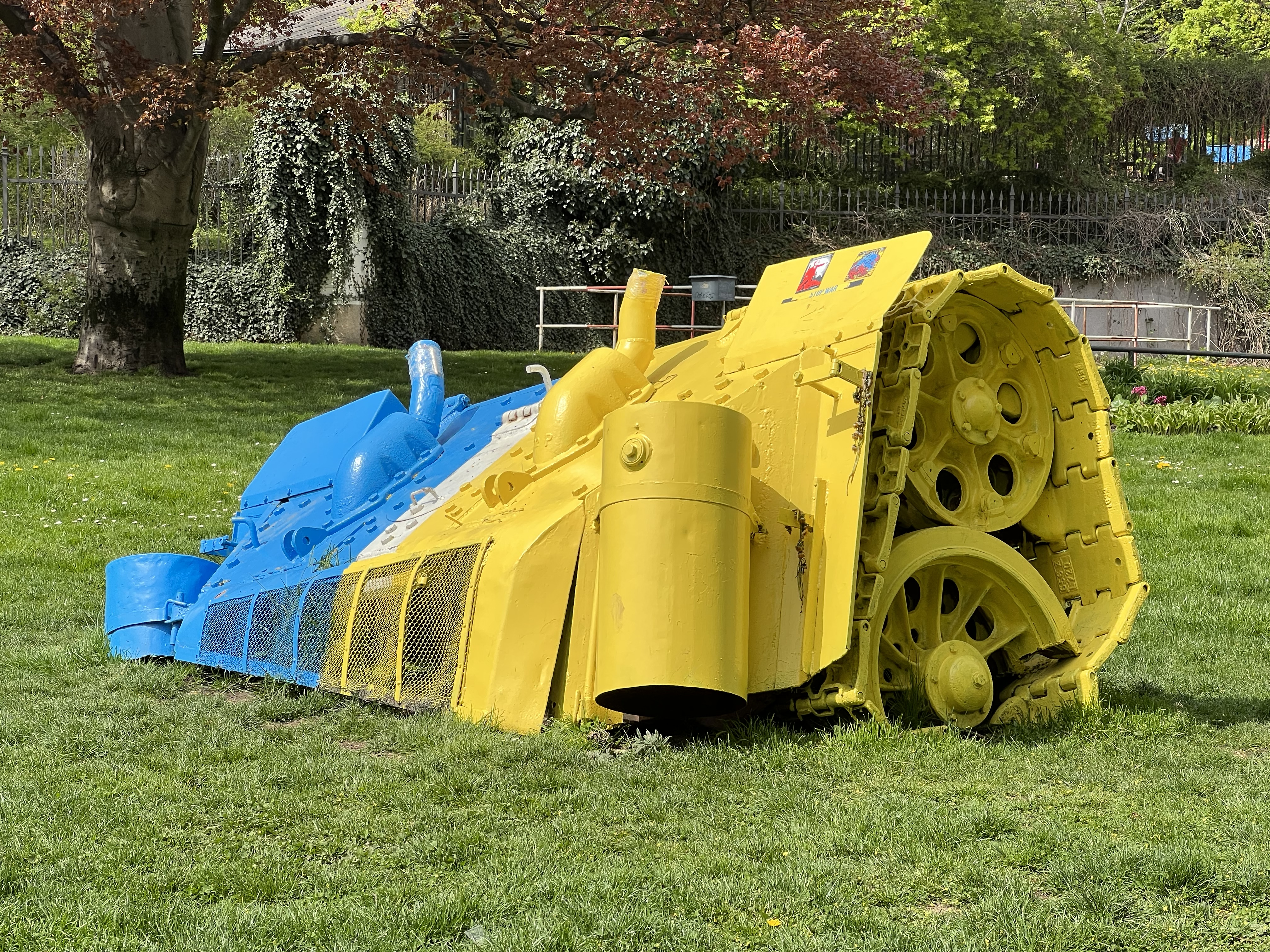
Torzo invazního tanku na náměstí Kinských v Praze, přetřené barvami ukrajinské vlajky

V březnu 2022, několik dní po ruské invazi na Ukrajinu, David Černý tank přetřel barvami ukrajinské vlajky.